# Opistognathus whitehursti
Opistognathus whitehursti är en fiskart som först beskrevs av Longley 1927.  Opistognathus whitehursti ingår i släktet Opistognathus och familjen Opistognathidae. Inga underarter finns listade i Catalogue of Life.